# Radmila Manojlović
Radmila Manojlović (Servisch: Радмила Манојловић) (Požarevac, Servië), 25 augustus 1985) is een Servische zangeres. Haar nummer Nikada više werd in 2007 verkozen tot nummer van het jaar in Servië.

## Discografie

### Albums
| Release | Album            |
| ------- | ---------------- |
| 2009    | Deset ispod Nule |